# Вблизи (Саариахо)
«Вблизи́» (фр. Près) — сочинение для виолончели соло и живой электроники финского композитора Кайи Саариахо. Написано в 1992 году. Посвящено виолончелисту Ансси Карттунену, впервые исполнившему произведение 11 ноября 1992 года в Страсбурге.
Отчасти вдохновлённая картиной Поля Гогена «У моря» (таит. Fatata te miti, 1892), пьеса «Вблизи» передаёт ощущения от морской стихии: шум накатывающих волн, бури и затишья.
Состоит из трёх частей общей длительностью около 18—19 минут: «таинственной» (misterioso), «взволнованной» (agitato) и «энергичной» (energico).
Электронные средства дополняют и изменяют звучание виолончели, окрашивают его разнообразными фантастическими оттенками, используются «для создания особой призрачной атмосферы, потустороннего мира».